# 슈퍼맨의 영화 목록
슈퍼맨(Superman)이라는 캐릭터로 영화화된 사례는 많다.

## 같이 보기
- 슈퍼맨의 저주
- 배트맨의 영화 목록
- 스틸 (1997년 영화)